# Музей К. Г. Паустовского (Одесса)
Музей К. Г. Паустовского — учреждение культуры историко-литературной направленности в городе Одесса. Расположен по адресу улица Черноморская, д. 6. Экспозиция посвящена жизни и творчеству русского советского писателя К. Г. Паустовского (1892—1968). Как филиал музей входит в структуру Одесского государственного литературного музея.

## История
Основан в 1998 году по инициативе членов общественной организации «Товарищество Мир Паустовского».

## Экспозиция
В собрании музея более 1000 экспонатов, среди них рукописи, фотографии, предметы домашнего быта начала XX века и личные вещи писателя. Основная экспозиция создана по мотивам книги К. Г. Паустовского «Время больших ожиданий», описавшей одесский период (1919—1922) жизни и работы писателя.
В первом зале представлены произведения писателя, созданные им и изданные в разные годы романы, повести, рассказы, сказки (есть видео варианты), а также письма.
Для музея студентка Одесской академии градостроительства и архитектуры В. Олесская создала макет дворницкой, описанной в книге «Время больших ожиданий», это помещение было снесено при реконструкции здания.
На стенде ОПРОДКОМГУБа выставлены анкета писателя, старинные деньги, выпущенная информационным отделом листовка. В зале теплится печь-румынка. Рядом — рукопись автора, печатная машинка «Москва», макет теплохода «Константин Паустовский».
На стенде редакции газеты «Моряк» выставлены напечатанная на цветной царской бандерольной бумаге статья, документы и фотографии сотрудников газеты — Евгения Иванова, Изи Лившица, Люсьены Синявской, Исаака Бабеля и др., газетные страницы.
Представлена изданная в 1936 году повесть Паустовского «Тарас Шевченко». Отдельный стенд посвящён истории улицы Черноморской. Выставлены многочисленные подарки музею.
Отдельные экспозиции посвящены литературным портретам, созданным Паустовским (П. П. Шмидт и А. С. Грин), и теме «Мир читает Паустовского» (его произведения были изданы на 69 языках).